# Colégio Sion
O Colégio Nossa Senhora de Sion é uma tradicional instituição de ensino básico privada, localizada no bairro de Higienópolis, na região central da cidade de São Paulo. A escola faz parte da Congregação das Religiosas de Nossa Senhora de Sion, organização católica internacional, que conta com escolas em diversos países e estados brasileiros.
Durante o período seguinte à sua inauguração, em 1901, a história do Colégio teve relação direta com a trajetória social da cidade, tendo servido como um espaço de autorreconhecimento de uma burguesia àquela altura emergente.
Originalmente uma escola, de modelo francês, voltada à meninas de classes sociais mais abastadas e de educação estritamente religiosa, atualmente o Colégio Sion é uma escola mista, que passou a adotar uma visão caracterizada como moderna.
Seu edifício, de estrutura eclética projetada pelo arquiteto Ramos de Azevedo., bem como as reformas e ampliações executadas na década de 1940 foram consideradas, pelo Condephaat, órgão de preservação de São Paulo, como patrimônio histórico do Estado, após uma intensa campanha de associações lideradas por ex-alunas, com apoio da comunidade da região

## História

### Congregação
A Congregação das Religiosas de Nossa Senhora de Sion é uma organização religiosa cristã, de matriz católica, fundada na França, em 1843, pelos padres Teodoro Ratisbonne e Afonso Ratisbonne.. Os irmãos, de ascendência judia, nascidos na cidade francesa de Estrasburgo, converteram-se ao cristianismo, respectivamente, em 1827 e 1842
O ponto decisivo para a constituição da Congregação foi a conversão de Afonso, feita após uma experiência com uma aparição da Virgem Maria, durante uma viagem à capital católica de Roma, na Itália. O objetivo da organização é difundir a fé no cristianismo e proporcionar a conversão do povo judeu à crença em Jesus Cristo e em Nossa Senhora.
Após a consolidação das atividades da Congregação, os irmãos separaram-se. Teodoro se tornou um embaixador da organização, fixado na cidade de Paris. Já Afonso, optou por mudar-se para santa de Jerusalém, hoje no Estado de Israel.
Além do Brasil, o Sion também está presente em 20 países: França, Bélgica, Itália, Inglaterra, Alemanha, Áustria, Irlanda, Polônia, Romênia, Israel, Turquia, Egito, Tunísia, Canadá, Estados Unidos, Austrália, Filipinas, El Salvador, Nicarágua e Costa Rica.

### Vinda para o Brasil
O prestígio do sistema educacional francês inspirou o governo brasileiro a, no final do Século XIX, convidar irmãs pertencentes à organização a desenvolverem atividades educacionais no país, tendo estas desembarcado no Rio de Janeiro, em 1888.

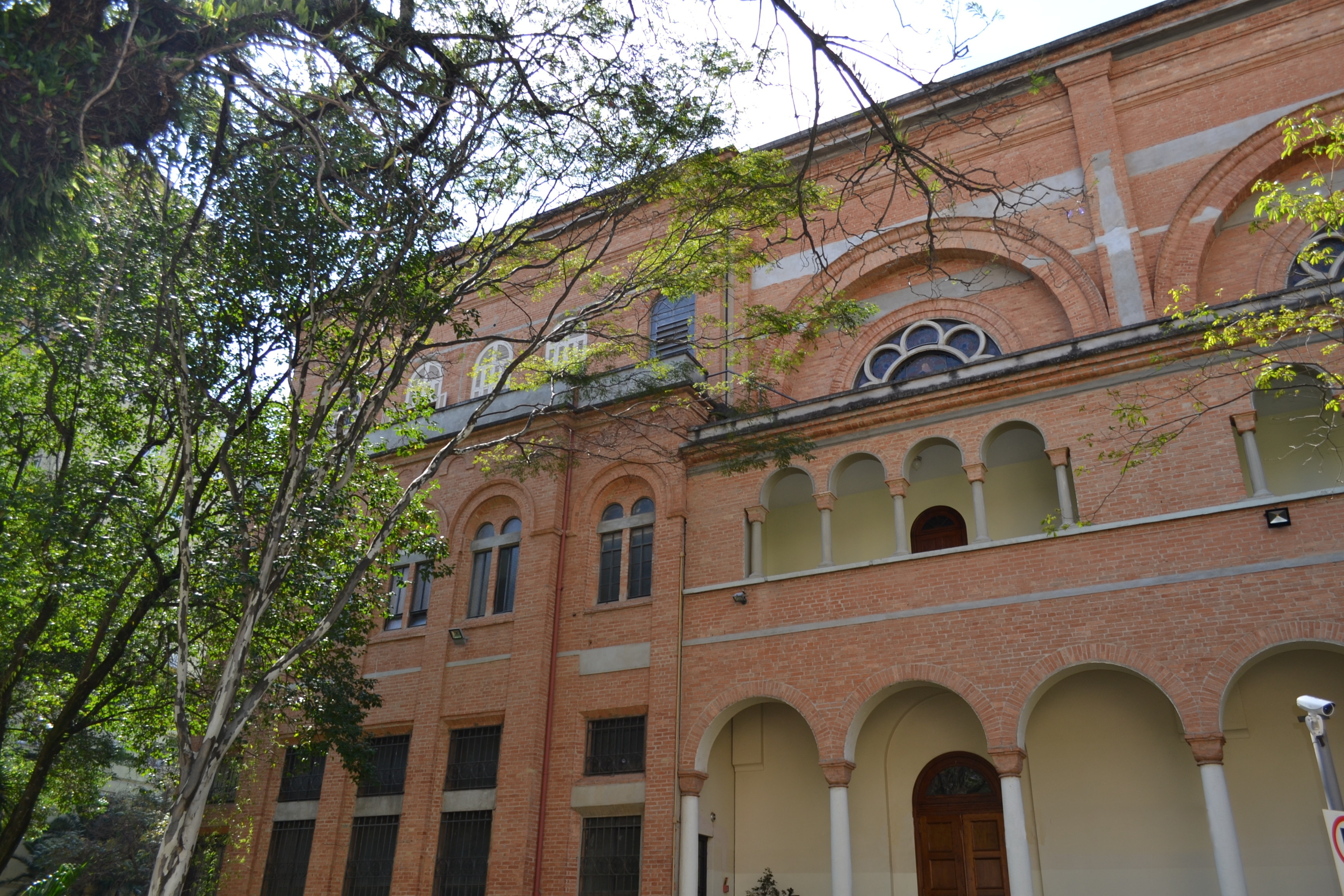
Parte externa da capela localizada no Colégio Sion, em São Paulo (SP)

A França, junto com a Alemanha, era uma das principais nações irradiadoras de conhecimento do mundo naquele momento.. A escolha pela organização francesa em detrimento de similares alemãs, no entanto, se deu justamente pela questão religiosa. Enquanto a França é um país, assim como o Brasil, de tradição católica, a Alemanha, desde a Reforma Protestante, liderada por Martinho Lutero, se tornou um dos países-símbolo do protestantismo
A primeira tentativa de uma escola com a filosofia da organização no país, em Juiz de Fora, no estado de Minas Gerais, fracassou. em grande parte por conta do surto de febre amarela que assolou a região, o que obrigou as freiras a tomar a medida de não prosseguir com as atividades. Vindas para São Paulo, as irmãs fundaram, em 1901, no bairro de Higienópolis, o Colégio Nossa Senhora de Sion

### Grupo de Integração
As Irmãs diretoras dos Colégios de Sion presentes no Brasil, junto com as Irmãs que neles trabalharam, reuniram-se em novembro de 2006 no Rio de Janeiro. A partir desse encontro foi criado o Grupo de Integração, formado por uma Irmã e um  aprendiz de cada colégio, para planejar o futuro e melhorar o desempenho da questão nas escolas.
Com este encontro foi possível ampliar o trabalho desenvolvido e consolidar cada vez mais os laços que os unem.

### Colégio
Após a fundação, o Colégio Nossa Senhora de Sion foi instalado em uma ampla edificação, localizada no nº 901 da Avenida Higienópolis, com um projeto assinado pelo renomado engenheiro-arquiteto Francisco de Paula Ramos de Azevedo.

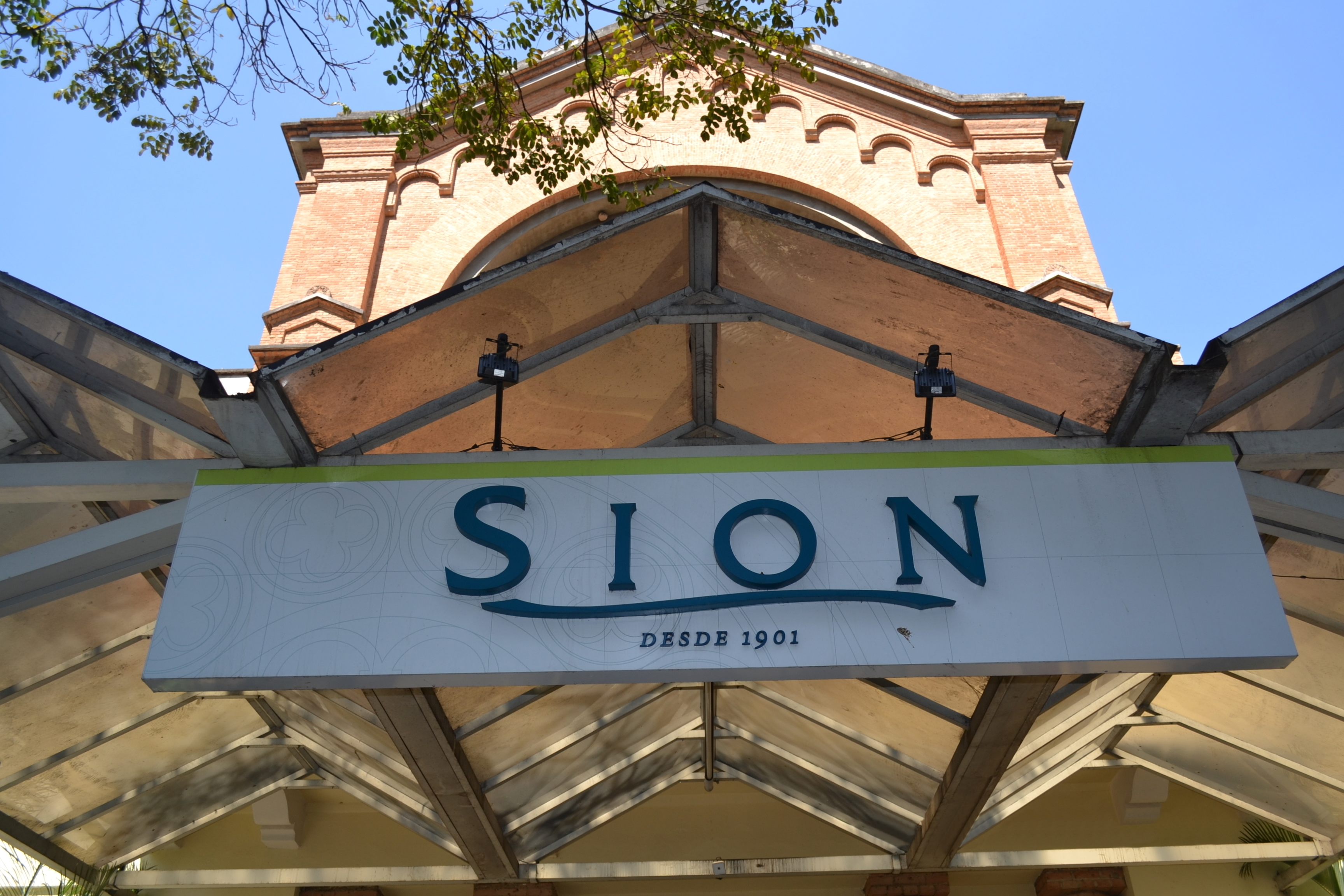
Fachada do Colégio Sion, em São Paulo (SP)

A escola foi baseada em uma proposta educacional, à época comum na França, da "escola das meninas ricas". Instituições, com regime de internato, altas mensalidades e exigências diversas, como padrões de etiqueta e enxovais, que eram voltadas à educação das moças provenientes dos extratos mais abastados da sociedade.
Ao mesmo tempo, estas escolas mantinham outras escolas, de menor qualidade, para estudantes carentes, que, em troca, prestavam serviços domésticos e de limpeza à escola das classes mais elevadas.. O ensino do colégio valorizava os preceitos da família tradicional e do incentivo ao matrimônio, adotando propostas de educação de futuras esposas e mães
O colégio foi o primeiro a adotar, no Brasil, o Método Montessori, voltado a uma formação globalizante.. A instituição funciona até hoje, oferecendo ensinos a meninos e meninas de todas as faixas etárias, com uma mudança na filosofia educacional, adotando um programa mais laico em seu conteúdo, mas que segue se identificando como uma escola baseada em preceitos cristãos
Pode-se falar sobre as várias Instalações que os alunos podem usufruir dentro da escola. Laboratórios de ciências físicas e biológicas e informática, todos equipados com material tecnológico. Prática Esportivas, equipes com treinos cotidianos (Voleibol, Futebol de Salão, Handebol e Basqueteboaltl) e as atividades opcionais também são possíveis fora do horário escolar ( Futebol de Salão, Natação, Judô, e Ballet). Estudo do meio também é um projeto presente, o mesmo visa conscientizar os alunos da importância de conhecer o meio ambiente e o espaço em que vivem, despertando o desejo e curiosidade pelas coisas estudadas, como por exemplo, um passeio para o Jardim Botânico. A Cantina oferece aos alunos, professores e funcionários um sistema self-service diariamente com os seus lanches e refeições.  Recursos audiovisuais, disponibiliza câmeras digitais, filmadoras para a filmagem de aulas e edição dos eventos escolares de interesse pedagógico, além de datashow, retroprojetor e episcópio. Algo fundamental é a saúde, e isso também tem, contam com Primeiros Socorros atendendo as ocorrências mais simples, como uma ferimentos leves que os alunos, professores e funcionários necessitam de cuidados de alguém experiente. A sala de impressão é o setor responsável por cópias e encadernação de materiais para o uso do Corpo Discente, Docente e Administrativo. Entre todos esses milhares de tópicos citados tem mais vários no próprio site da Escola Sion.

### Missão e Valores
O Colégio Nossa Senhora de Sion tem como missão declarada atuar no campo da educação, tendo em vista os princípios cristãos. Porém também é visado que o conhecimento esteja de acordo com as exigências da sociedade atual, para que seus alunos se tornem cidadãos informados. O Colégio traduz seus valores em: escutar para reflexão e ação, dialogar respeitando a diversidade, acolhimento para compreender e confiar, e a valorização do ser humano.

## Arquitetura

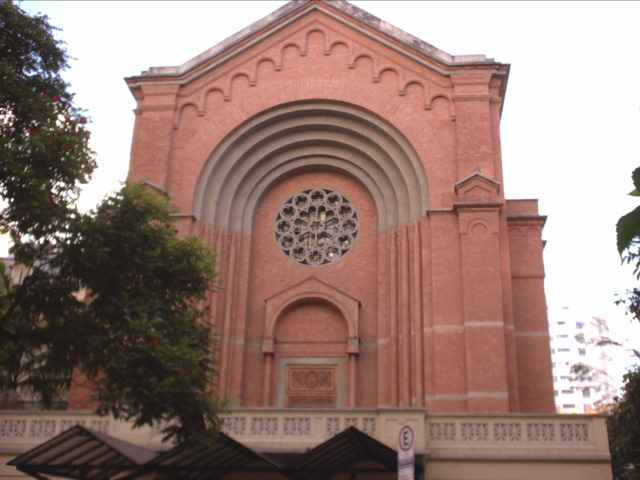
A capela do Colégio Sion, em São Paulo (SP), inaugurada em 1941

Inicialmente em uma estrutura menor, o Colégio Nossa Senhora de Sion necessitou de um projeto de ampliação dado o elevado número de matrículas solicitadas logo em seus primeiros meses. Contratado, o escritório do arquiteto Francisco de Paula Ramos de Azevedo elaborou a construção das edificações atuais da escola, contando a necessidade de dispor de espaços como cozinha, copa, dispensa, dormitórios e refeitórios, uma vez que esta tinha a proposta de ser um internato, com alunas vivendo ali por longos períodos consecutivos.
O prédio possui três pavimentos e um subsolo, projetados por Ramos de Azevedo, com um corpo central pensado por um outro arquiteto, o italiano Domiciano Rossi.. Destacam-se, nas disposições da arquitetura da edificação construção, o pé direito de cinco metros de altura e nas paredes externas com cerca de um metro de largura, em uma sólida construção, baseada em alicerces de pedra
O terreno hoje ocupado pelo Colégio Nossa Senhora de Sion tem, ao todo, 17.117m²., sendo que, deste total, cerca de 11.783m² são área construída, completamente rodeada por jardins. Anos após a inauguração do colégio, duas obras, a ampliação do espaço, com a construção de uma segunda ala, em 1940, e a edificação de uma capela, ao modelo das demais Capelas de Nossa Senhora de Sion existentes pelo mundo, em 1941

## Significado Histórico e Cultural
O Colégio Nossa Senhora de Sion tem um papel importante no contexto do desenvolvimento econômico da cidade de São Paulo, inaugurado durante um período de aceleração e crescimento e de ressignificação das classes sociais na capital.. Em sua fundação, o Sion cumpre uma demanda que se fez fortemente presente no período, a de uma burguesia emergente, que buscava formas de se integrar ao processo de socialização da elite da cidade e que passa por um processo de autorreconhecimento enquanto classe social
A escola apresentou um processo ambíguo em relação ao estabelecimento de novas práticas educacionais. Por um lado, o processo representa a abertura da elite nacional, sobretudo a paulistana, para a cultura e os costumes de outras nações do mundo, rompendo um isolamento que era particular do país naquele momento e que atendia aos princípios iluministas e positivistas de busca pelo conhecimento.. Por outro, trata-se de educação religiosa, em um momento que, pela primeira vez, a Constituição havia separado definitivamente a Igreja Católica do Estado brasileiro, estabelecendo a laicidade deste e da educação que oferece
Outro papel importante do Colégio Sion no panorama histórico da educação brasileira foi a implementação, até então inédita, do chamado Método Montessori.. O método, conjunto de práticas educacionais idealizado pela médica e pedagoga italiana Maria Montessori, uma educadora católica que previa, entre outras coisas, uma escola que estimulasse o equilíbrio entre liberdade e disciplina, estabelecendo o que chamou de "autoeducação". Com liberdade de ação, regras e parâmetros claros, ambiente escolar preparado e material didático ideal, as crianças poderiam aprender com a interferência mínima de seus professores, que seriam o que a pedagoga chama de "Adultos Preparados", profissionais com amplo conhecimento das fases de desenvolvimento cognitivo, capazes de guiar as crianças dentro de suas "autodescobertas"

Em uma frase-símbolo deste preceito, que foi difundido no Brasil, em parte, através do Colégio Sion, Maria Montessori define o papel do professor como:
"A tarefa do professor é preparar motivações para atividades culturais, num ambiente previamente organizado, e depois se abster de interferir".
Nos anos de 1960, durante o período de agitação política do fim do Governo João Goulart e do Golpe Militar em abril de 1964, começou a atividade política das estudantes, então apenas mulheres, do Sion, com a fundação do grêmio escolar da instituição. Uma das fundadoras foi uma aluna que hoje é uma importante personalidade política do Brasil: Marta Suplicy, que, à época, utilizava seu nome de solteira "Marta Smith de Vasconcelos", jovem que depois foi fundadora também do Partido dos Trabalhadores, ex-deputada federal, ex-prefeita de São Paulo, ex-ministra do Turismo e da Cultura e ex-senadora da república, pelo Estado de São Paulo. A unidade da Congregação de Sion em Belo Horizonte recebeu, quase ao mesmo tempo, outra aluna ilustre: a ex-presidente da República Dilma Rousseff. No ano de 1980, o colégio viria a sediar o ato de fundação do Partido dos Trabalhadores.

### Tombamento

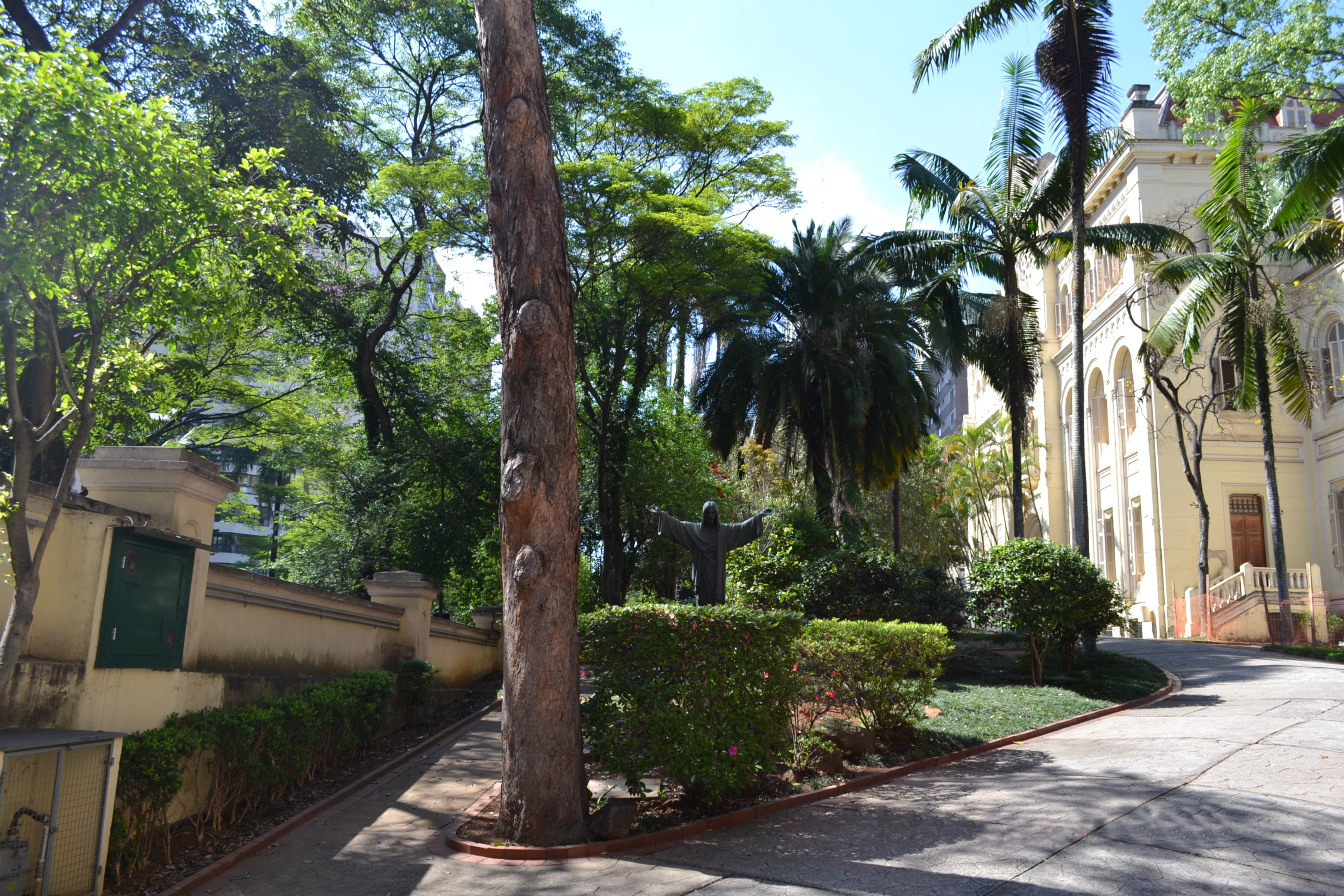
Jardim localizado em frente do prédio destinado aos estudantes do Ensino Fundamental II e Ensino Médio, do Colégio Sion, em São Paulo (SP)

A edificação que abriga o Colégio Nossa Senhora de Sion, em Higienópolis, bairro nobre da região central da cidade de São Paulo, é um marco do estilo arquitetônico eclético e uma obra importante de um dos maiores arquitetos brasileiros, Ramos de Azevedo.
O seu processo de tombamento, registrado sob o nº 24168/86 junto ao Condephaat., foi perpassado por uma intensa campanha de ex-alunas da  instituição, apoiadas por vizinhos e pela comunidade local, favorável a sua preservação inalterada. Á época, foi apontado que obras de interesse da então diretoria da instituição poderiam descaracterizar a edificação e impedir sua futura conservação, mesmo que, em ofícios anexados junto ao processo, a Diretoria do Colégio negasse o fato e que a Arquidiocese de São Paulo, representada pelo arcebispo Dom Paulo Evaristo Arns, cobrasse diálogo por parte de Modesto Carvalhosa, então dirigente do conselho estadual de preservação
A conclusão do processo foi feita através da Resolução nº 48, de 10 de novembro de 1986, que decidiu pelo tombamento da estrutura do Colégio Sion, com posterior inscrição no Livro do Tombo do Estado, sob nº 238, em 23 de janeiro de 1987.

## Estado Atual
conclusão do processo de tombamento em 1986 e a participação de uma comunidade ativa de ex-alunas., o Colégio Nossa Senhora de Sion segue em plena atividade até hoje. A decisão do Condephaat que determinou a preservação do local decidiu, também, que este deve permanecer tendo como função principal de utilização "instituição de ensino"
Atualmente, o colégio não é mais uma escola para mulheres nem com propósitos exclusivamente religiosas, sendo mista, com acesso também a meninos e educação atualizada às necessidades do Século XXI, apesar de continuar se definindo como uma instituição cristã, que faz parte de uma congregação religiosa, presente em outros estados brasileiros e em outros países.

De acordo com seu site oficial, a missão, hoje, do Colégio Nossa Senhora de Sion é:
"Atuar no campo da Educação, tendo em vista valores, princípios cristãos e o conhecimento, de acordo com as exigências da sociedade moderna, de modo que nossos alunos se tornem cidadãos conscientes.".
A instituição oferece aos interessados, as modalidades de educação infantil, ensino fundamental 1 e 2, ensino médio, educação semi-integral e integral. Em 2015, as mensalidades da instituição oscilavam, entre a educação infantil e o ensino médio, em planos anuais de R$ 17.654,00 a R$ 21.762,00, divididos em treze parcelas
O colégio também conta com atividades Complementares durante o dia inteiro e os cinco dias da semana, principalmente durante a tarde após as aulas, disponível para quase todos os alunos, do infantil até o nono ano. Alguma dessas ocupações extras são, aulas de : Robótica, Oficina de Linguagem, Oficina de Leitura e Escrita, Aula de balé, Oficina de teatro, Judô, Música e Esportes. Todas são paga, e a maioria varia de 1.485 até 3.300 reais.

## Galeria

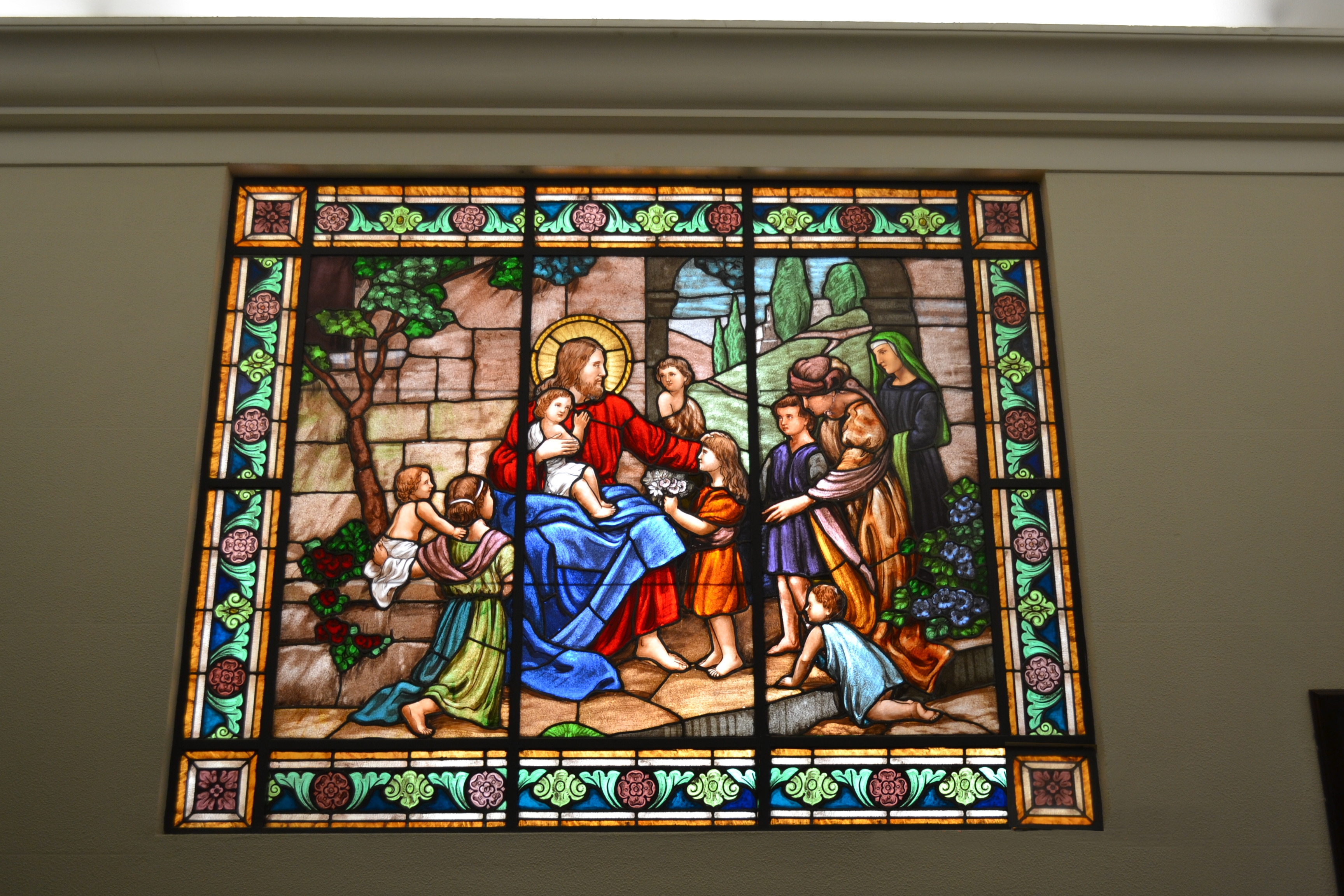
Um dos vitrais da capela
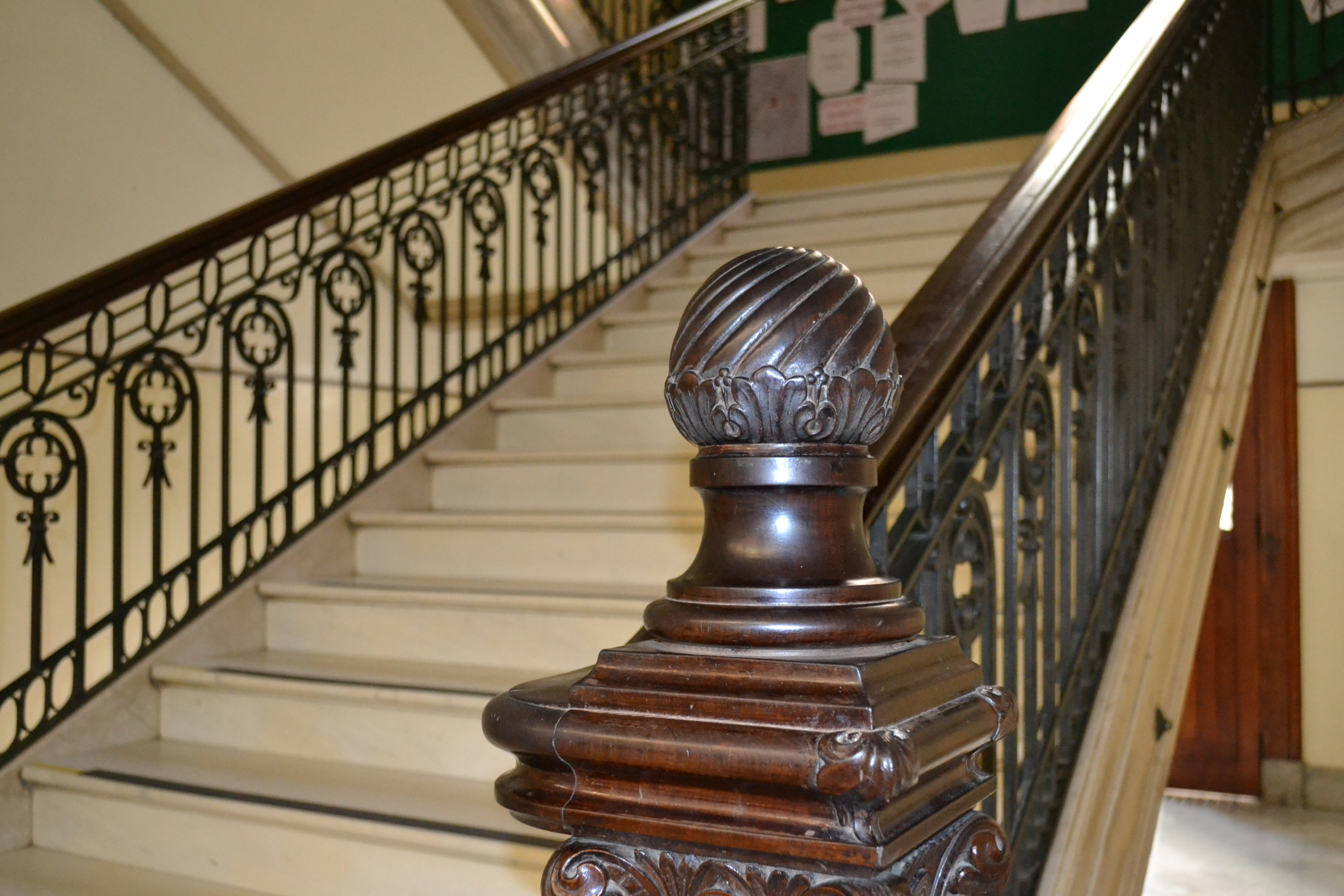
Detalhe do corrimão de uma das escadas do prédio
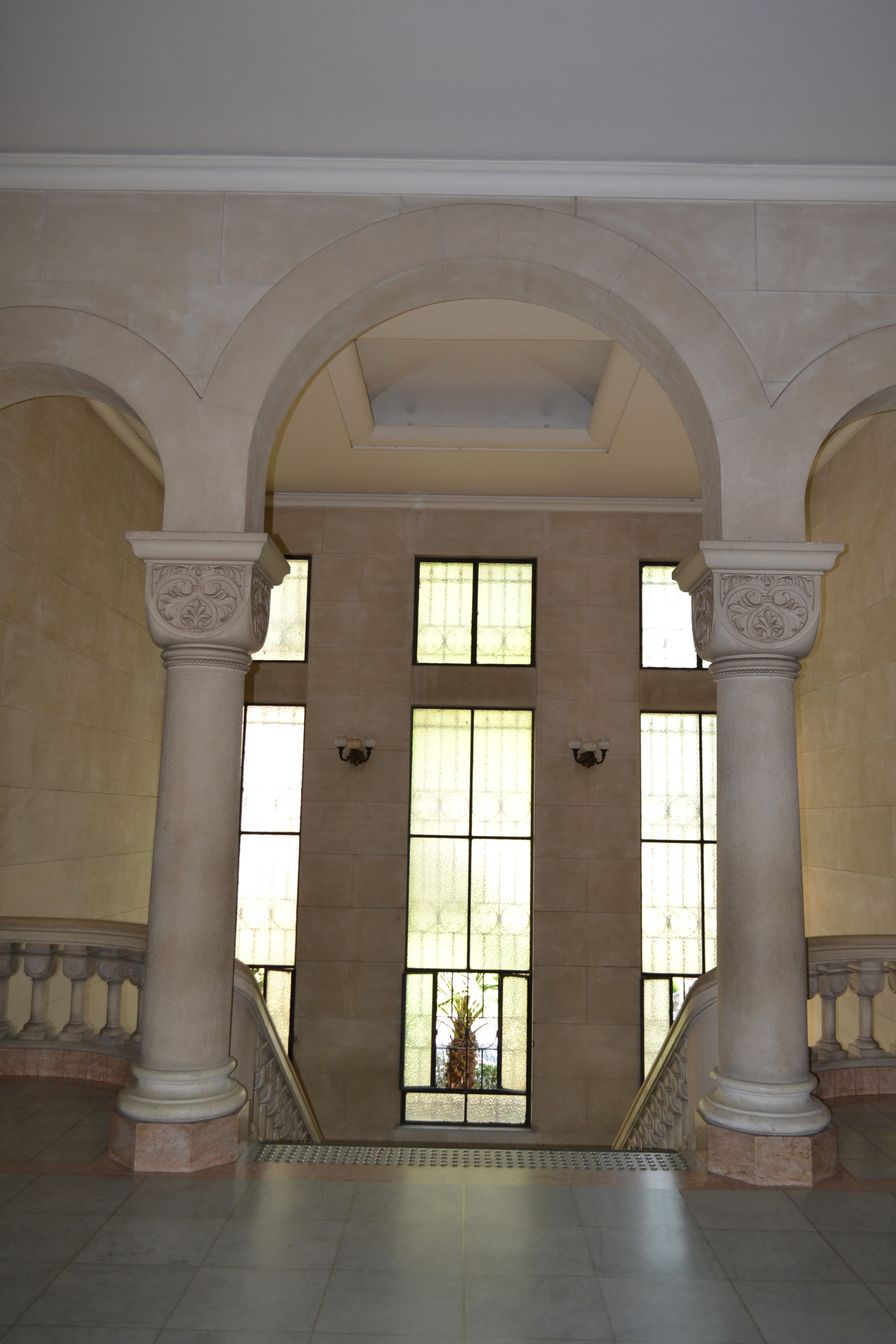
Parte interna da capela
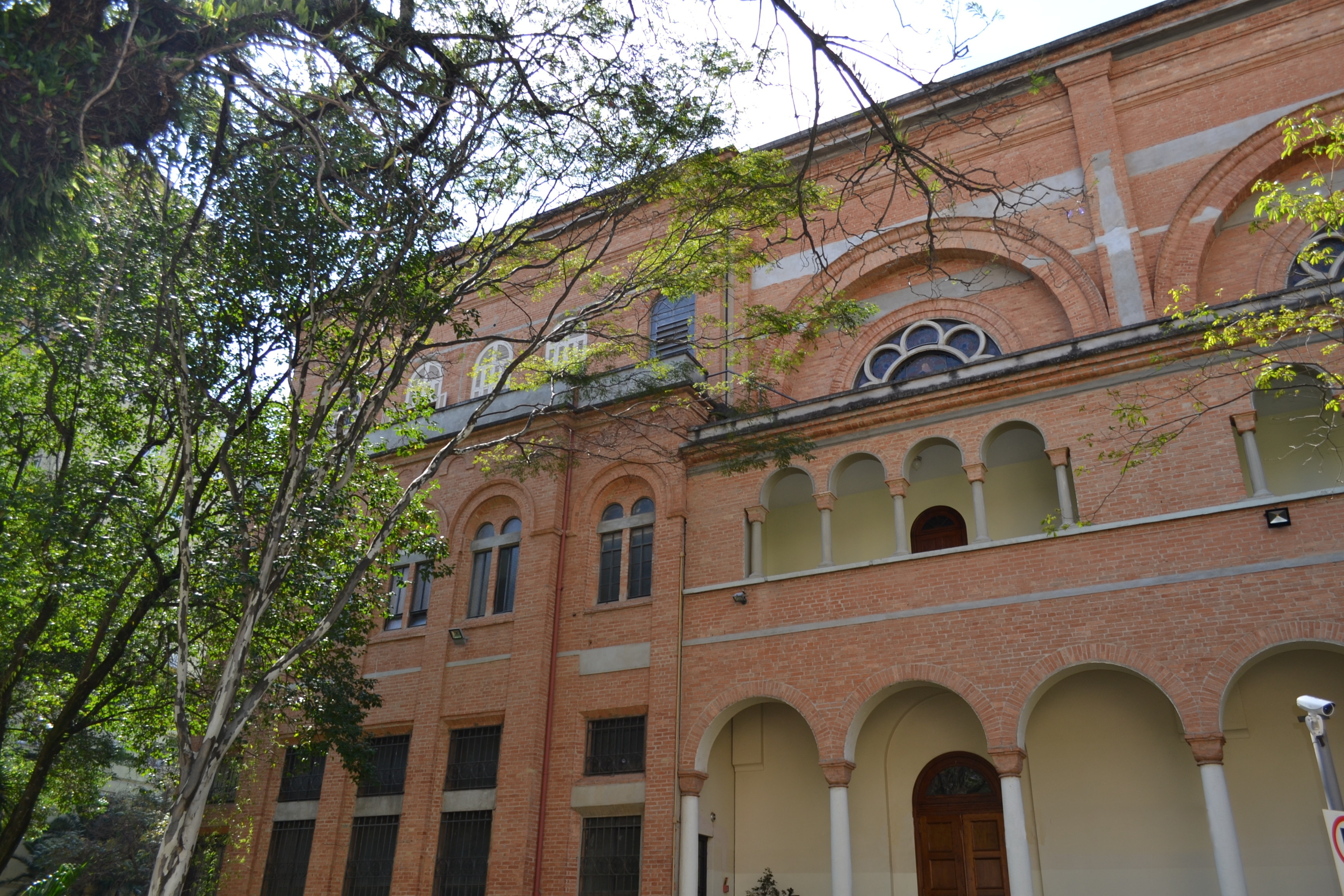
Parte externa da capela
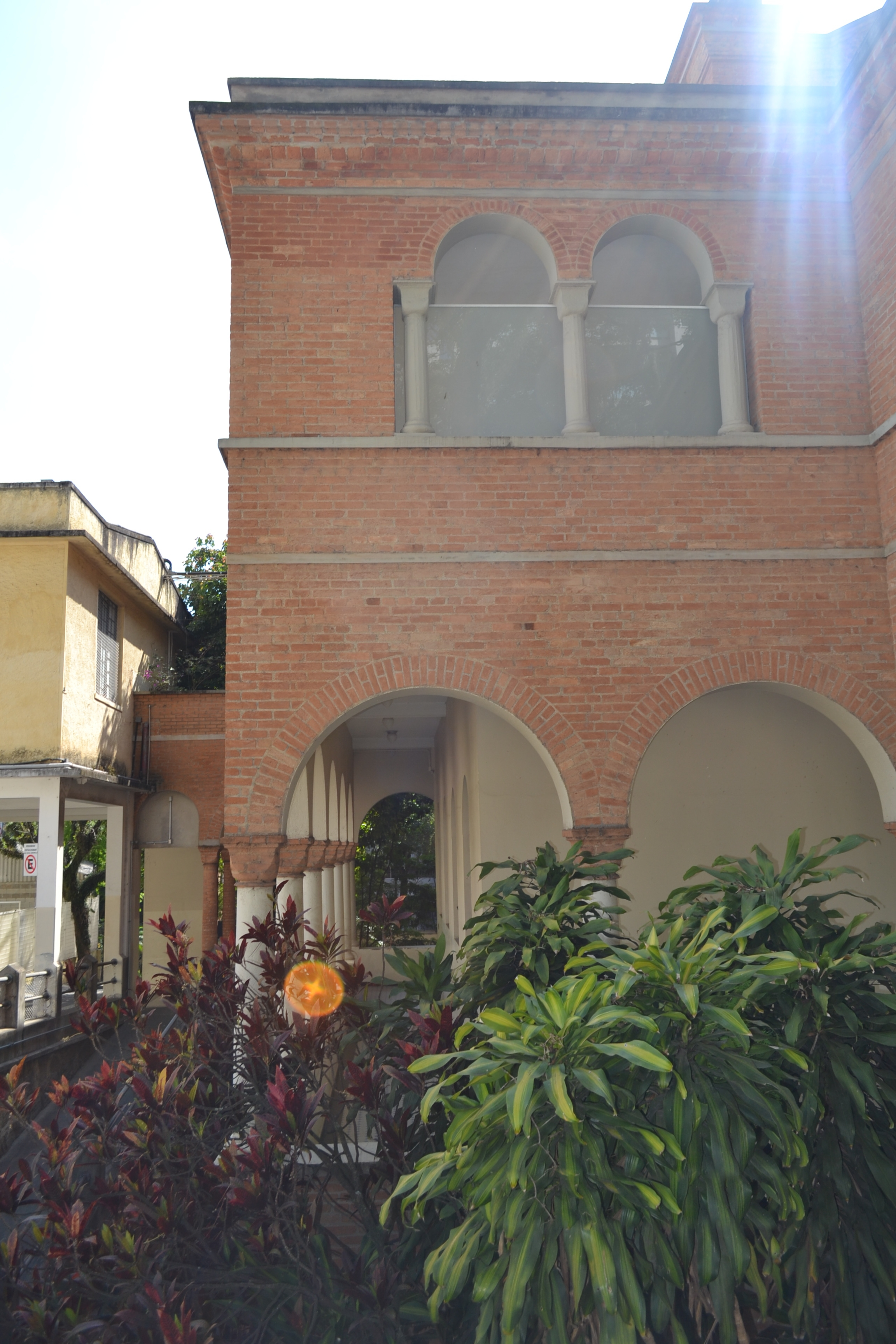
Parte lateral da capela
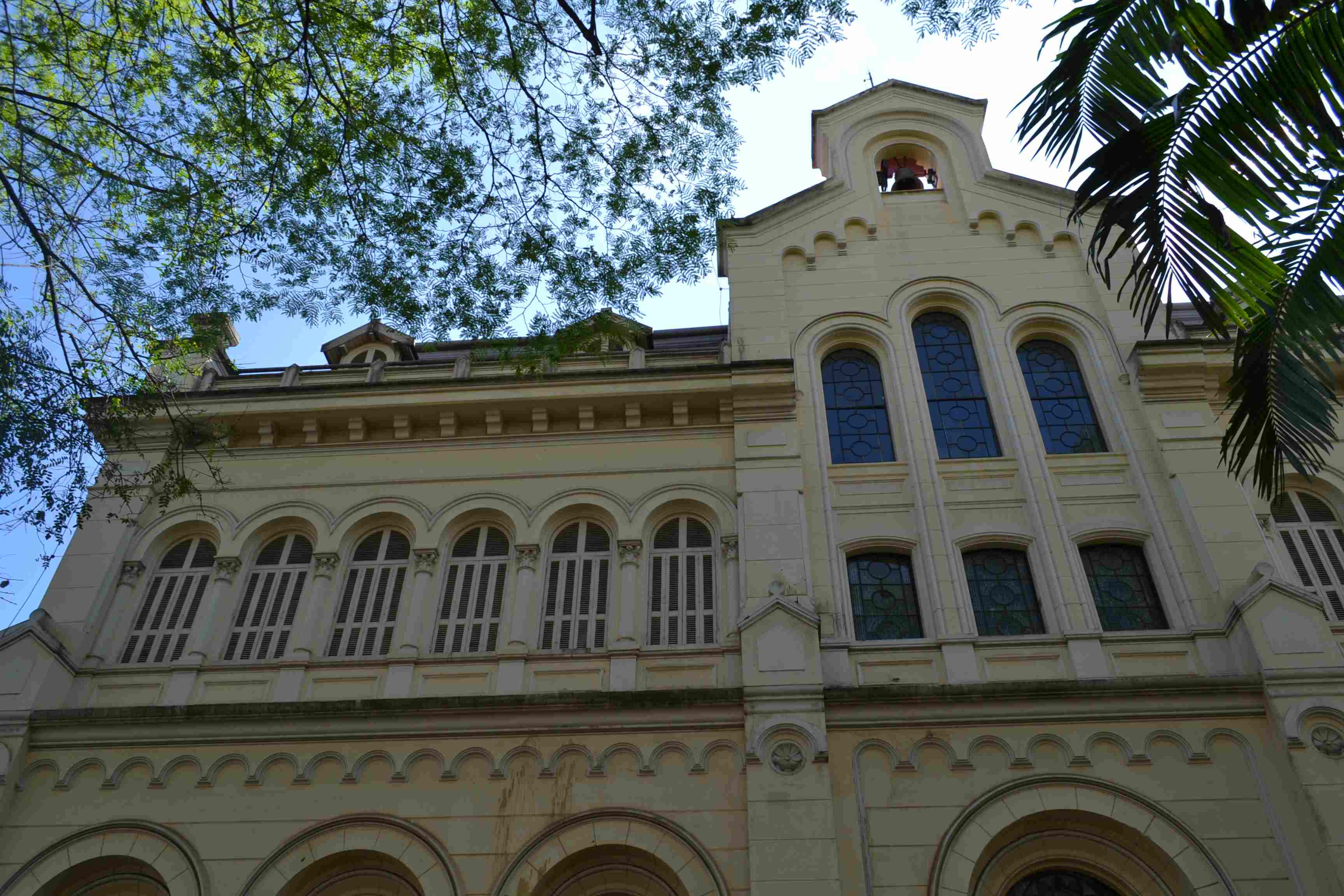
Parte externa do prédio